# Чејн Лејк (Вашингтон)
Чејн Лејк (енгл. Chain Lake) насељено је место без административног статуса у америчкој савезној држави Вашингтон.

## Демографија
По попису из 2010. године број становника је 3.741.
| Група             | 2000.    | 2010.         |
| Белци             | 0 (0,0%) | 3.388 (90,6%) |
| Афроамериканци    | 0 (0,0%) | 14 (0,4%)     |
| Азијати           | 0 (0,0%) | 34 (0,9%)     |
| Хиспаноамериканци | 0 (0,0%) | 160 (4,3%)    |
| Укупно            | 0        | 3.741         |